# Cyphon takahashii
Cyphon takahashii es una especie de coleóptero de la familia Scirtidae.

## Distribución geográfica
Habita en Palaos.